# مارکو مارکیونی
مارکو مارکیونی (به ایتالیایی: Marco Marchionni) بازیکن فوتبال و اهل ایتالیا است که از سال ۲۰۰۳ میلادی عضو تیم ملی فوتبال ایتالیا بوده و در ۶ بازی ملی حضور داشته‌است. او در بازی‌های ملی‌اش گلی به ثمر نرساند.